# 이장우 (1969년)
이장우(李章雨, 1969년 5월 28일 ~ )은 대한민국의 제12대 경상남도의원이다.

## 학력
- 창신대학 부동산금융학과 졸업
- 창신대학교 부동산경영대학원 부동산학 석사 수료
- 창신대학교 일반대학원 부동산경영학과 부동산학 박사 수료

## 경력
- 석전1구역 주택재개발정비사업조합 조합장
- 마산회원구 주민자치협의회 회장
- 마산회원구 석전동 주민자치위원장
- 마산무학여자고등학교 운영위원회 위원장
- 창원아리랑라이온스클럽 회장
- 마산회원구 당원협의회 부위원장
- 마산회원구 당원협의회 청년회장
- 국민의힘 경남도당 교육위원회 수석부위원장
- 경남중앙신협 이사
- 창신대학교 부설평생교육원 부동산 재테크 아카데미 외래강사
- 경남대학교 산업경영대학원 총학생회 수석부회장
- 제20대 대통령 선거 국민의힘 선거대책본부 미래인구정책 경남위원장
- 직능총괄본부 경남지방자치지원단 부단장
- 2022.07 ~ 2025.01 제12대 경상남도의회 의원
- 2022.07 ~ 2024.07 제12대 경상남도의회 전반기 건설소방위원회 위원
- 2022.07 ~ 2024.07 제12대 경상남도의회 전반기 예산결산특별위원회 부위원장
- 2023.03 ~ 2024.09 제12대 경상남도의회 경상남도의회조례정비특별위원회 위원
- 2024.07 ~ 2025.01 제12대 경상남도의회 후반기 건설소방위원회 위원

## 선거법 위반
- 2025년 1월 9일 이장우 경남도의원, 당선무효형 확정

## 역대 선거 결과
| 실시년도 | 선거      | 대수 | 직책   | 선거구                 | 정당     | 득표수   | 득표율          | 순위 | 당락 | 비고           |
| -------- | --------- | ---- | ------ | ---------------------- | -------- | -------- | --------------- | ---- | ---- | -------------- |
| 2022년   | 지방 선거 | 12대 | 도의원 | 경남 창원시 제12선거구 | 국민의힘 | 17,394표 | \| \| 72.18% \| | 1위  |      | 초선, 민선 8기 |
|          | 72.18%    |      |        |                        |          |          |                 |      |      |                |